# 克拉斯-彼得·菲舍尔
克拉斯-彼得·菲舍尔（德語：Claas-Peter Fischer，1968年2月22日—），德国男子赛艇运动员。他曾代表德国参加世界赛艇锦标赛，获得一枚金牌。他也参加了1996年夏季奥林匹克运动会。